# Campeonato Soviético de Xadrez de 1951
O Campeonato Soviético de Xadrez de 1951 foi a 19ª edição do Campeonato de xadrez da União Soviética, realizado em Moscou, de 11 de novembro a 14 de dezembro de 1951. A competição foi vencida por Paul Keres. Semifinais ocorreram nas cidades de Leningrado, Baku, Sverdlovsky, Lvov e Gorky). O alto nível do campeonato pode ser percebido pelo desempenho do então campeão mundial, Botvinnik, que no seu retorno ao xadrez depois de três anos afastado para conclusão da tese de doutorado, conseguiu apenas a quinta colocação. Dois futuros campeões mundiais, Vasily Smyslov e Tigran Petrosian terminaram a frente do campeão. O campeonato também serviu como torneio zonal classificatório para o ciclo do Campeonato Mundial de 1954.

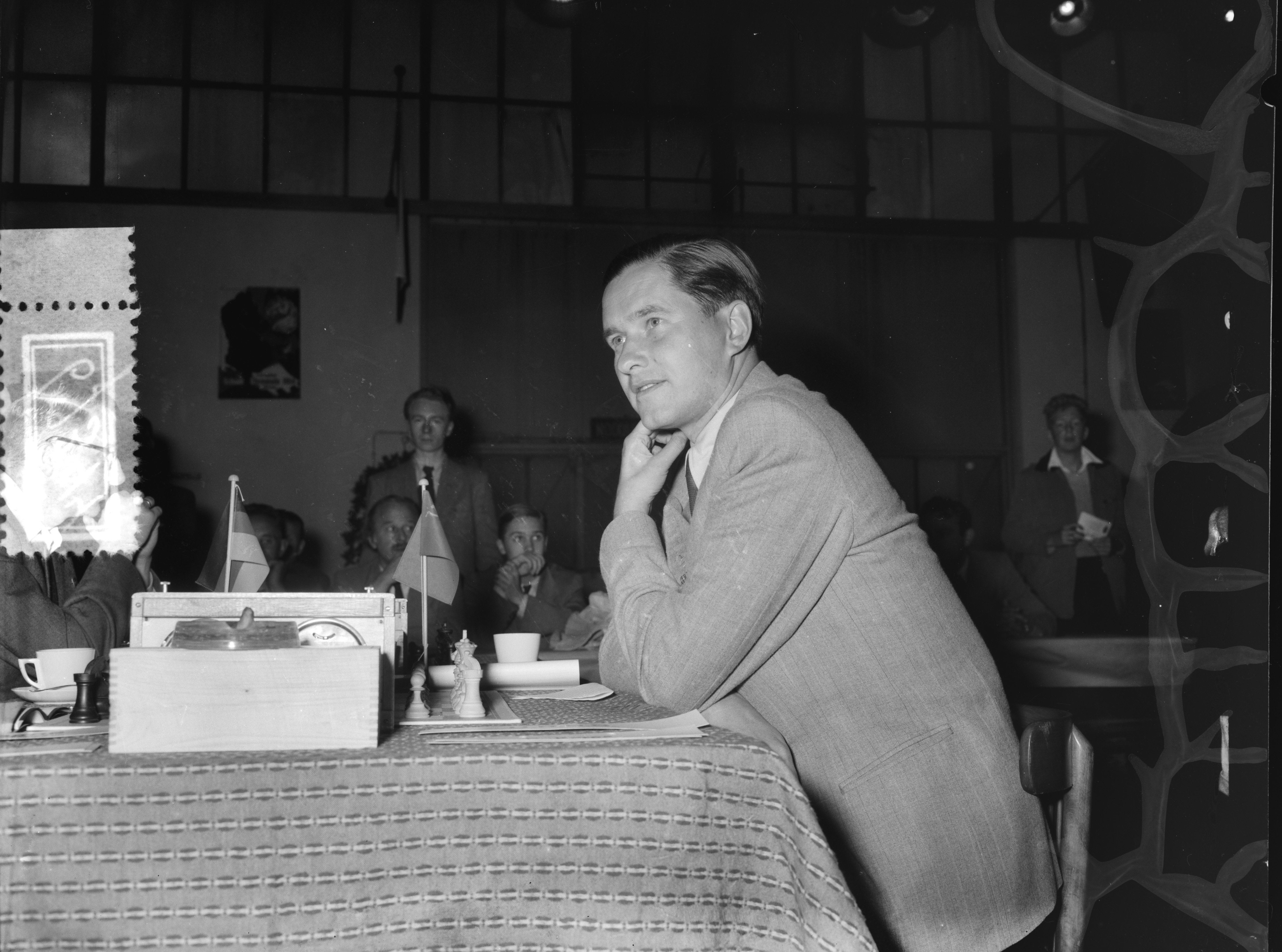
Paul Keres

## Classificação e resultados
| N° | Jogador            | 1 | 2 | 3 | 4 | 5 | 6 | 7 | 8 | 9 | 10 | 11 | 12 | 13 | 14 | 15 | 16 | 17 | 18 | Total |
| -- | ------------------ | - | - | - | - | - | - | - | - | - | -- | -- | -- | -- | -- | -- | -- | -- | -- | ----- |
| 1  | Paul Keres         | - | ½ | 1 | 1 | ½ | ½ | ½ | 1 | ½ | 1  | 0  | 0  | ½  | 1  | 1  | 1  | 1  | 1  | 12    |
| 2  | Tigran Petrosian   | ½ | - | ½ | 1 | ½ | ½ | ½ | 1 | ½ | 0  | 0  | 1  | 1  | 1  | ½  | 1  | 1  | 1  | 11½   |
| 3  | Efim Geller        | 0 | ½ | - | 0 | 1 | ½ | 0 | 1 | 0 | 1  | 1  | 1  | ½  | 1  | 1  | 1  | 1  | 1  | 11½   |
| 4  | Vassily Smyslov    | 0 | 0 | 1 | - | 1 | 0 | 1 | 1 | 1 | ½  | 1  | ½  | ½  | 1  | ½  | 1  | 0  | 1  | 11    |
| 5  | Mikhail Botvinnik  | ½ | ½ | 0 | 0 | - | ½ | 1 | ½ | ½ | 1  | 0  | ½  | ½  | ½  | 1  | 1  | 1  | 1  | 10    |
| 6  | Yuri Averbakh      | ½ | ½ | ½ | 1 | ½ | - | 0 | 0 | ½ | 1  | ½  | ½  | 1  | ½  | ½  | 0  | 1  | 1  | 9½    |
| 7  | David Bronstein    | ½ | ½ | 1 | 0 | 0 | 1 | - | 1 | ½ | 0  | 1  | 0  | ½  | ½  | ½  | ½  | 1  | 1  | 9½    |
| 8  | Mark Taimanov      | 0 | 0 | 0 | 0 | ½ | 1 | 0 | - | ½ | ½  | 1  | ½  | 1  | ½  | 1  | 1  | 1  | 1  | 9½    |
| 9  | Salo Flohr         | ½ | ½ | 1 | 0 | ½ | ½ | ½ | ½ | - | 0  | ½  | 1  | ½  | ½  | 1  | ½  | 0  | 1  | 9     |
| 10 | Lev Aronin         | 0 | 1 | 0 | ½ | 0 | 0 | 1 | ½ | 1 | -  | 1  | ½  | 0  | ½  | ½  | 1  | 1  | ½  | 9     |
| 11 | Nikolai Kopilov    | 1 | 1 | 0 | 0 | 1 | ½ | 0 | 0 | ½ | 0  | -  | 0  | 1  | 1  | 0  | 1  | 1  | ½  | 8½    |
| 12 | Alexander Kotov    | 1 | 0 | 0 | ½ | ½ | ½ | 1 | ½ | 0 | ½  | 1  | -  | ½  | ½  | ½  | 0  | 1  | 0  | 8     |
| 13 | Igor Bondarevsky   | ½ | 0 | ½ | ½ | ½ | 0 | ½ | 0 | ½ | 1  | 0  | ½  | -  | ½  | 1  | 0  | 1  | 1  | 8     |
| 14 | Vladimir Simagin   | 0 | 0 | 0 | 0 | ½ | ½ | ½ | ½ | ½ | ½  | 0  | ½  | ½  | -  | 1  | ½  | 1  | 1  | 7½    |
| 15 | Oleg Moiseev       | 0 | ½ | 0 | ½ | 0 | ½ | ½ | 0 | 0 | ½  | 1  | ½  | 0  | 0  | -  | ½  | 1  | 1  | 6½    |
| 16 | Isaac Lipnitsky    | 0 | 0 | 0 | 0 | 0 | 1 | ½ | 0 | ½ | 0  | 0  | 1  | 1  | ½  | ½  | -  | ½  | 1  | 6½    |
| 17 | Nikolay Novotelnov | 0 | 0 | 0 | 1 | 0 | 0 | 0 | 0 | 1 | 0  | 0  | 0  | 0  | 0  | 0  | ½  | -  | ½  | 3     |
| 18 | Evgeny Terpugov    | 0 | 0 | 0 | 0 | 0 | 0 | 0 | 0 | 0 | ½  | ½  | 1  | 0  | 0  | 0  | 0  | ½  | -  | 2½    |